# Gedicht (Aram Chatsjatoerjan)
Gedicht (Russisch: Поэма,  Poema) is een toonzetting van een tekst door Aram Chatsjatoerjan.
Chatsjatoerjan las in 1937 een gedicht van de Azerbeidzjaanse volksdichter (ashug) Mirza Baraimov uit Tovuz. Het gedicht eerde Jozef Stalin, Chatsjatoerjan maakte er Gedicht aan Stalin (Russisch: Поэма о Сталине • Poema o Staline) van. Hij bewerkte dat gedicht zodat het als lied ten gehore kon worden gebracht tijdens de festiviteiten rondom de twintigste verjaardag van de Oktoberrevolutie. De van huis uit Armeense componist schreef het werk voor gemengd koor a capella, dat het tijdens die festiviteiten zong. Het werk was populair. Chatsjatoerjan bewerkte de cantate het jaar daarop, voorzag het van een instrumentale introductie en voegde nog tekst toe. Zo werd het uitgevoerd op 29 november 1938 in de grote zaal van het Conservatorium van Moskou; het Academisch Symfonieorkest van de Russische Federatie (bekend onder de noemer USSR State Symphony Orchestra) met koor stond onder leiding van Aleksandr Gaoek. Voor de melodielijn gebruikt Chatsjatoerjan een Azerbeidzjaans volksliedje.
Stalin overleed in 1953 en viel in de jaren daarna in ongenade. De tekst en titel van het werk wijzigde in uitsluitend Gedicht. De Muziekuitgeverij Sikorski en ASV-Records meldden dat Lev Osjanin er na de dood van Stalin een nieuwe tekst bij geschreven zou hebben. Diezelfde uitgeverij meldde ook een nieuwe tekst uit 1983 van K. Chebotarevskaya (de componist overleed in 1978), terwijl ASV-Records het bij Osjanin hield (de tekst is echter niet afgedrukt). Zij meldden dat de Britse componist Alan Bush er enige bemoeienis mee zou hebben gehad.
Loris Tjeknavorian nam in juli 1999 dit werk op met het Philharmonisch Orkest van Armenië voor het platenlabel ASV Records (DCA 1087). Het maakte deel uit van een serie gewijd aan muziek van de Armeense componist; het bleef voor zover bekend de enige opname van dit werk, het zou de tekst van Ovshamin hebben gebruikt (de tekst is echter niet afgedrukt).
Chatsjatoerjan componeerde in 1927 ook al een Gedicht, dat werk van ongeveer zeven minuten is een werk voor piano solo. 

## Orkestratie
- sopraan, alt, tenor,  bariton
- 3 dwarsfluiten (III ook piccolo), 3 hobo’s (III ook althobo), 2 klarinetten, 2 fagotten
- 4 hoorn, 3 trompetten, 3 trombones, 1 tuba
- pauken, percussie, harpen
- violen, altviolen, celli, contrabassen